# Vanessa Restrepo-Schild
Vanessa Restrepo-Schild, uma pesquisadora da Universidade de Oxford, Departamento de Química, é a primeira bióloga química a usar produtos biológicos e sintéticos com sucesso, desenvolvido em ambiente de laboratório. Ela criou a primeira retina sintética.